# Деніел Бурк (веслувальник)
Деніел Бурк (англ. Daniel Burke, 2 травня 1974) — австралійський академічний веслувальник.
Срібний призер Олімпійських Ігор 2000 року в складі вісімки.
Бронзовий призер Чемпіонату світу 1997 року в складі вісімки.
Срібний призер Молодіжного чемпіонат світу (U-23) 1996 року в складі розпашної двійки без стернового.